# Al-Fāschir
Al-Faschir (arabisch الفاشر al-Fāschir, DMG al-Fāšir; alternative Schreibungen El Fasher oder al-Fashir) ist die Hauptstadt des sudanesischen Bundesstaates Schamal Darfur (Nord-Darfur).

## Lage
Die Stadt liegt rund 800 km westlich von Khartum und knapp 200 km nördlich von Nyala auf 700 m Höhe in der Marra-Bergregion. Eine nicht asphaltierte Straße führt weiter nach Westen bis al-Dschunaina.

## Bevölkerung
Al-Faschir hat 286.277 Einwohner (Berechnung 2009).
Bevölkerungsentwicklung:
| Jahr              | Einwohner |
| ----------------- | --------- |
| 1973 (Zensus)     | 51.932    |
| 1983 (Zensus)     | 84.298    |
| 1993 (Zensus)     | 141.884   |
| 2009 (Berechnung) | 286.277   |

## Geschichte
Vom 16. bis zum 18. Jahrhundert war al-Faschir das Zentrum des Keira-Sultanats der Fur. Die Stadt war Ausgangspunkt für eine wichtige Kamelkarawanen-Route, die Darb el-arba'in (arabisch درب الأربعين Vierzig-Tage-Weg), die nach Norden durch Darfur bis Assuan und Asyut führte. Auf ihr wurden Ebenholz, Elfenbein und Sklaven aus den zentralafrikanischen Waldgebieten zu den ägyptischen Märkten gebracht. 1821 eroberte Muhammad Ali das Funj-Sultanat und die Kurdufan-Provinz von Darfur. Für das Sultanat in al-Faschir begann eine schwierige Koexistenz mit den neuen Herrschern, welche die traditionellen Sklavenrouten nach Süden in die Bahr al-Ghazal-Region kontrollierten. 1874 drang der Anführer des größten Sklavenreiches Zubayr Pasha Rahma Mansur mit seiner gut ausgerüsteten Sklavenarmee in Darfur ein, sie gewannen die Herrschaft und töteten Sultan Ibrahim Qarad in der Schlacht von al-Manawashi. Darfur gehörte nun offiziell zum Herrschaftsbereich des Türkisch-Ägyptischen Sudans. Dagegen gab es ab Januar 1877 eine Revolte durch Harun ibn Sayf ad-Din, einen der Sultane, die sich der ägyptischen Oberhoheit widersetzten. Der Aufstand Haruns konnte erst im Sommer 1879 durch den von Gouverneur Gordon kurz zuvor nach Darfur entsandten Rudolf Slatin niedergeschlagen werden. Im Dezember 1883 musste sich Rudolf Slatin der Armee des Mahdi ergeben. Am 15. Januar 1884 fiel al-Faschir nach einwöchiger Belagerung an die Mahdisten.
Am 22. Februar 1889 unterlagen in der Schlacht von al-Faschir der Fur-Sultan Abu Kairat und der mit ihm verbündete Muhammad Zayn, genannt Abu Jummayza, ein Prediger des Sanussiya-Ordens, gegen eine Armee der Mahdisten unter Osman Adam, dem Gouverneur von Kurdufan. Mit der Schlacht von Umm Diwaykarat in Kurdufan am 24. November 1899 wurden die Mahdisten aus Darfur vertrieben. Die Fur hatten stets Widerstand gegen die Mahdisten geleistet, zuletzt unter ihrem Anführer Ali Dinar. Nach dem Ende der Mahdi-Herrschaft stellte Ali Dinar das Sultanat wieder her. 1909 wurde die im Westen gelegene Region Wadai von Franzosen erobert. Ali Dinar regierte relativ unabhängig von den Briten in Khartum, bis er 1916 bei der Eroberung Darfurs durch anglo-ägyptische Truppen umkam.
Der Palast des Sultans ist bis heute erhalten und beherbergt ein Museum, das besichtigt werden kann.

### Darfur-Konflikt
Mit der Erstürmung der Garnison von al-Faschir gelang den Rebellengruppen im anhaltenden Darfur-Konflikt im Juni 2003 der erste große militärische Sieg. Zuvor hatte es bereits Anschläge auf Ortschaften in der Umgebung gegeben. Al-Faschir ist Hauptumschlagplatz für die landwirtschaftlichen Erzeugnisse der Region: Hirsearten, Erdnüsse und Sesam. Nach dem Bürgerkrieg war al-Faschir Basis für die humanitäre Hilfe der Vereinten Nationen und verschiedener NGOs. Die Stadt profitierte von dieser „Kriegswirtschaft“ und erlebte einen enormen wirtschaftlichen Aufschwung und einen Bauboom. Es waren etwa 500 internationale Helfer vor Ort, rund 3000 Arbeitsplätze wurden für Einheimische geschaffen. Seit 2008 befindet sich das Hauptquartier der UNAMID-Friedenstruppen in al-Faschir. Im Stadtteil Gubba liegen Flüchtlingslager und das städtische Krankenhaus.
Al-Faschir gehörte mehrfach zum umkämpften Gebiet zwischen Regierungstruppen und Dschandschawid auf der einen und Rebellen (besonders der JEM) auf der anderen Seite. Wegen der angespannten Sicherheitslage wurden im Dezember 2006 ein Teil der ausländischen Hilfskräfte vorübergehend evakuiert. Im Januar 2008 wehrte die Regierung mit Luftangriffen auf die Umgebung einen Angriff der JEM ab. Mit dem Bürgerkrieg haben Kriminalität und Bandenwesen zugenommen. Hilfsorganisationen und selbst UNAMID beklagen Fahrzeugdiebstähle.

### Überfall durch die Rapid Support Forces
Am 22. Mai 2024 wurde das Camp Abu Shouk in al-Faschir von den Rapid Support Forces überfallen und ausgeraubt. Etwa 60 % der mehr als 100.000 Einwohnern des Camps flohen daraufhin. In den darauffolgenden Tagen gab es in anderen Teilen der Stadt ebenfalls Kämpfe. Am 13. Juni 2024 forderte der UN-Sicherheitsrat, die Belagerung zu beenden. Im Juli 2025 wurde die Stadt immer noch belagert. Im August 2025 warnte das Welternährungsprogramm (WFP), dass die 300.000 Bewohner der seit Mai 2024 belagerten Stadt aufgrund der Abgeschnittenheit von humanitärer Hilfe bzw. aufgrund der Hungersnot ums Überleben kämpfen; so müssten die Bewohner mitunter auf Abfälle und Tierfutter zurückgreifen, um nicht zu verhungern.

## Infrastruktur
Der Flughafen al-Faschir liegt am westlichen Stadtrand der Stadt.

## Klimatabelle
|                       | Jan  | Feb  | Mär  | Apr  | Mai  | Jun  | Jul  | Aug  | Sep  | Okt  | Nov  | Dez  |   |      |
| Mittl. Tagesmax. (°C) | 29,8 | 31,9 | 35,6 | 37,8 | 38,9 | 38,4 | 35,4 | 33,9 | 35,7 | 36,0 | 32,7 | 30,0 | ⌀ | 34,7 |
| Mittl. Tagesmin. (°C) | 9,5  | 11,4 | 15,5 | 18,3 | 21,3 | 23,0 | 22,5 | 21,8 | 21,2 | 18,9 | 13,6 | 10,3 | ⌀ | 17,3 |
|                       |      |      |      |      |      |      |      |      |      |      |      |      |   |      |
| Niederschlag (mm)     | 0    | 0    | 0    | 2    | 7    | 15   | 59   | 87   | 36   | 7    | 0    | 0    | Σ | 213  |
|                       |      |      |      |      |      |      |      |      |      |      |      |      |   |      |
| Sonnenstunden (h/d)   | 10,1 | 10,2 | 9,7  | 9,9  | 10,0 | 8,4  | 7,6  | 7,0  | 8,4  | 9,6  | 10,5 | 10,2 | ⌀ | 9,3  |
|                       |      |      |      |      |      |      |      |      |      |      |      |      |   |      |
| Luftfeuchtigkeit (%)  | 24   | 21   | 18   | 18   | 22   | 33   | 52   | 61   | 46   | 30   | 27   | 26   | ⌀ | 31,6 |

| 9,5 |

| 11,4 |

| 15,5 |

| 18,3 |

| 21,3 |

| 23,0 |

| 22,5 |

| 21,8 |

| 21,2 |

| 18,9 |

| 13,6 |

| 10,3 |

| 9,5 |

| 11,4 |

| 15,5 |

| 18,3 |

| 21,3 |

| 23,0 |

| 22,5 |

| 21,8 |

| 21,2 |

| 18,9 |

| 13,6 |

| 10,3 |